# 村松真理子
村松 真理子（むらまつ まりこ、1963年 - ）は、イタリア文学者、東京大学大学院総合文化研究科教授。

## 経歴・人物
東京都生まれ。女子学院高等学校卒、1986年東京大学文学部イタリア文学科卒業。同大学院に学び、1994年『Novellino論－一文学ジャンルの萌芽』で東大文学博士。ボローニャ大学大学院博士課程修了。ミラノ、ボッコーニ大学講師ののち、2003年より東京大学助教授。2007年准教授、2015年教授。
ダヌンツィオの日本趣味に関するイタリア語著書のほか、宮澤賢治、松尾芭蕉のイタリア語訳など業績多数。

## 著書

### 単著
- Il buon suddito del Mikado: D'Annunzio japonisanto, Archito, 1996
- 『謎と暗号で読み解くダンテ『神曲』』角川oneテーマ21、2013

### 共著
- （ルドヴィーコ・チフェッリ）『初歩のイタリア語（’17）』 放送大学教材、2017
- 『世界文学の古典を読む』横山安由美共著　放送大学教育振興会、2020

### 編著・監修
- 編集『ダンヌンツィオに夢中だった頃――生誕150周年記念展 (東京・京都2013-14) と研究の最前線』イタリア地中海研究叢書1、東京大学教養学部イタリア地中海研究コース、2015
- 監修『『神曲』とは何か――「地獄篇」から「天国篇」まで文学史上最大の叙事詩を読み解く』別冊宝島2502、宝島社、2016

### 翻訳
- パオラ・カプリオーロ『エウラリア鏡の迷宮』白水社、1993
- Miyazawa Kenji, Il violoncellista Goshu e altri racconti, La vita FElice, 1996
- Matsuo Basho, poessie. Haiku e scritti poetici, La vita Felice, 1996
- アンナ・マリア・オルテーゼ『悲しみの鶸』上・下、白水社、2000
- アントニオ・タブッキ『イタリア広場』白水社、2009
- イタロ・カルヴィーノ『まっぷたつの子爵』白水Uブックス、2020.10

## 論文
- Cinii

## 参考
- http://bookweb.kinokuniya.co.jp/htm/4560080224.html

## 注
1. ↑  「東大合格者出身校別総覧」『週刊朝日』1982年
2. ↑  東大教養学部新任教員一覧